# Takefuji Bamboo
Takefuji Bamboo – żeński klub piłki siatkowej z Japonii. Został założony w 2001 roku z siedzibą w mieście Sugito. Występuje w V.Challenge.

## Kadra w sezonie 2009/10
- 1  Chie Yoshizawa
- 2  Misato Kaneko
- 3  Ayako Sawahata
- 4  Keiko Hara
- 5  Rumi Adachi
- 6  Ayaka Ikeura
- 7  Kanako Naitoh　(Kapitan)
- 8  Yuki Ishikawa
- 10  Naomi Imamura
- 11  Masae Hirai
- 12  Ayuka Hattori
- 13  Tomomi Tamukai
- 14  Yuka Misawa
- 18  Haruka Sunada
- 22  Mizuho Ishida
- 23  Ayano Yamanaka

## Znane siatkarki w drużynie
| Lata gry  | Imię i nazwisko     | Pozycja     |
| --------- | ------------------- | ----------- |
| 2007-2008 | Jelena Nikolić      | przyjmująca |
| 2004-2005 | Tayyiba Haneef-Park | atakująca   |
| 2002-2004 | Jewgienija Estes    | przyjmująca |